# さいたまブロンコス
さいたまブロンコス（さいたまブロンコス、英: The Saitama Broncos）は、埼玉県さいたま市と所沢市をホームタウンとするプロバスケットボールチーム。運営法人は株式会社ブロンコス20。1996年にME所沢ブロンコスとして創設され、埼玉ブロンコスとしても活動していた。現在はB3リーグに所属している。

## 概要
運営会社は株式会社ブロンコス20。日本初のプロリーグであるbjリーグの結成に参加した6チームの内の1つで、前身は実業団のアンフィニ東京。一般クラブチーム時代を経たのちプロチーム化された。2005-06シーズンよりトップリーグに参戦している。チームロゴは、チーム名のブロンコス（暴れ馬）のシルエットを正円で囲んだデザイン。2020年7月1日にそれまでのデザインのものからリニューアルしたものであり、上部に赤いカラーのチーム名、下部に黒いカラーのホームタウン名を配置している。

### チーム名の意味
- 「ブロンコス」は「暴れ馬」と言う意味を持つ。前身にあたるマツダオート東京バスケットボール部創部2年目の1983年、サンタクララ大学のコーチだったランダから同大学チームのニックネームを寄贈されたことによる。

### チームカラー
- 現在のチームカラーはサベージレッド[1]。2019-20シーズンまではグリーンだった。

### ユニフォームスポンサー（2024-25シーズン）
- サプライヤー：B-Five
- 前面・中央：株式会社エーシークリエイト
- 前面・右肩：株式会社スポーツストーリーズ
- パンツ・前左：げんき堂整骨院、積田電業社
- パンツ・前右：セイフル株式会社
- パンツ・後左：国大セミナー

### ユニフォームサプライヤーの遍歴
- 2005年 - 07年：OZAKI
- 2008年：ブル・ファイト
- 2009年：A-LINE
- 2010年 - 12年：GANBAX
- 2012年 - 13年：MENFES
- 2013年 - 22年：アップセット
- 2022年 - 現在：B-Five[3]

### 歴代ユニフォーム
| HOME      | HOME      | HOME      | HOME      | HOME      |
| --------- | --------- | --------- | --------- | --------- |
| 2017 - 18 | 2018 - 19 | 2019 - 20 | 2020 - 22 | 2022 - 23 |
| 2023 - 24 | 2024 - 25 | 2025 - 26 |           |           |
|           |           |           |           |           |

| AWAY      | AWAY      | AWAY      | AWAY      | AWAY      |
| --------- | --------- | --------- | --------- | --------- |
| 2017 - 18 | 2018 - 19 | 2019 - 20 | 2020 - 22 | 2022 - 23 |
| 2023 - 24 | 2024 - 25 | 2025 - 26 |           |           |
|           |           |           |           |           |

| Other         | Other         | Other         | Other                  | Other         |
| ------------- | ------------- | ------------- | ---------------------- | ------------- |
| 2021 - 22 3rd | 2022 - 23 3rd | 2023 - 24 3rd | 2024 - 25 WINNING EDGE | 2024 - 25 4th |
|               |               |               |                        |               |

### ホームアリーナ
現在はさいたま市浦和区の浦和駒場体育館であるが、クラブチームとして発足した当初からメインとなるホームアリーナは所沢市民体育館だった。ホームゲームは所沢以外の埼玉県内各地でも数十試合行う。
| 年度    | 参加 クラス | ホーム ゲーム数 | 所沢   | その他                                                    |
| 2012-13 | bj          | 26              | 14     | 記念10 行田1 春日部1                                      |
| 2013-14 | bj          | 26              | 12     | 記念12 行田1 春日部1                                      |
| 2014-15 | bj          | 26              | 14     | 記念10 行田1 春日部1                                      |
| 2015-16 | bj          | 26              | 14     | 記念8 春日部4                                             |
| 2016-17 | B3          | 32              | 14     | 記念8 春日部8 北本2                                       |
| 2017-18 | B3          | 36              | 18     | 記念6 さいたま2 春日部2 本庄2 志木2 ふじみ野2 児玉1 羽生1 |
| 2018-19 | B3          | 30              | 8      | 春日部6 深谷4 記念2 北本2 入間2 久喜2 本庄2 城西大2       |
| 2019-20 | B3          | 19(30)          | 10(18) | 春日部4(6) 深谷2 ふきあげ2 志木1(2)                       |

| 年度    | 参加 クラス | ホーム ゲーム数 | 浦和 駒場 | 所沢 | その他                          | プレーオフ      |
| 2020-21 | B3          | 20              | 4(8)      | 2    | 日薬8(2) 記念4 深谷2 春日部0(2) |                 |
| 2021-22 | B3          | 20(28)          | 10(18)    | 4    | 深谷4 行田2                     |                 |
| 2022-23 | B3          | 26              | 16        | 8    | 深谷2                           | 深谷2 浦和駒場3 |
| 2023-24 | B3          | 26              | 18        | 4    | 久喜2 深谷2                     | 浦和駒場2       |
| 2024-25 | B3          | 26              | 16        | 8    | 深谷2                           |                 |

凡例
所沢-所沢市民体育館(収容人数4,308人)：所沢市
浦和駒場-浦和駒場体育館：さいたま市浦和区
記念-さいたま市記念総合体育館(サイデン化学アリーナ)(収容人数2,954人)：さいたま市桜区
さいたま-さいたまスーパーアリーナ コミュニティアリーナ(収容人数3,300人)：さいたま市中央区
行田-行田グリーンアリーナ(収容人数2,886人)：行田市
春日部-春日部市総合体育館(ウイング・ハット春日部)(収容人数3,584人)：春日部市
北本-北本市体育センター(収容人数1,997人)：北本市
入間-入間市市民体育館(収容人数450人)：入間市
久喜-毎日興業アリーナ久喜(収容人数1,024人)：久喜市
本庄-本庄総合公園体育館(収容人数1,192人)：本庄市
児玉-児玉総合公園体育館：本庄市
羽生-羽生市体育館(収容人数768人)：羽生市
志木-志木市民体育館(収容人数600人)：志木市
ふじみ野-ふじみ野市立総合体育館：ふじみ野市
城西大-城西大学坂戸キャンパス総合体育館：坂戸市
深谷-深谷ビッグタートル(収容人数3,030人)：深谷市
日薬-日本薬科大学さいたまキャンパス体育館：伊奈町
ふきあげ-コスモスアリーナふきあげ：鴻巣市
括弧内は開催予定だった試合数

### マスコット
| No. | 名前               | P     | 生年     | 身長、体重   | 出身   | 備考                |
| 00  | キズナ・ブロンコス | G/F/C | 1996     | 240cm、502kg | 埼玉県 | 2019-20シーズンまで |
| -   | ブロニー           | -     |          | -            | 埼玉県 | 2020-21シーズンより |
| 23  | ブロンクス         | -     | 2021/8/8 | -            | 埼玉県 | 2021-22シーズンより |

『キズナ・ブロンコス』・・・モチーフは馬。2011-12シーズンからキャラクターデザインが大幅に変更され、愛らしい姿に変更。2020年のチームカラー変更に伴い姿を消し、現在のところ消息は分かっていない。
『ブロニー』・・・2020-21シーズンの開幕戦にお披露目された本物のポニー（当時7歳・メス）。小学生から名前を募集し”ブロニー”に決定した。
『ブロンクス』・・・2021-22シーズンの開幕前に発表されたマスコット。ポニーの”ブロニー”がバスケットボールをするときに変身する姿。小学生から名前を募集し”ブロンクス”に決定した。

### チアダンスチーム
2005年のbjリーグ発足とともに結成されたキッズチアチーム「PONYS GREEN」と、2007年より活動を開始した「ブロンコスチアリーダーズ」により応援パフォーマンスを行っている。ブロンコスチアリーダーズは当初「ZERO」として活動していた。
2007-08シーズンより設けられたbjリーグの初代ベストパフォーマンス賞に選出された。
2019-20シーズンを最後にチアダンスチームは事実上の解散状態。
2021年8月、小学生を対象にしたチアスクールの開講が発表された。
2023年10月7日開幕戦に合わせて新生チアリーディングチームWILD GIRLSが活動開始。

### MC
- 2017 DJ Kei（菊池元男） DjTETSU
- 2005-2017 コーリー（郡正夫）
- 2020-2022 ゆーまろ
- 2022-現在 久野ヨシタミ

### オフィシャルソング
2019-2020シーズンまでは、オフィシャルソングとして杉山清貴の「THIS IS LIFE」、入場ソングにCLIFF EDGEの「Let's go BRONCOS」、「キズナ 〜Get a DREAM〜」が使用されていた。
2022-23シーズンはALSアーティストEYES VDJ MASAこと武藤将胤が制作した「INANAKI」をオープニングテーマとして使用。

## 歴史

### マツダオート東京 - アンフィニ東京
澤田司監督の下1982年に結成されたマツダオート東京（のちに1991年からアンフィニ東京に社名変更。現・関東マツダ）のバスケットボール部が前身。1983年の第38回国民体育大会に出場。翌1984年に全日本実業団で決勝まで進み、当時愛知県リーグに降格していたトヨタ自動車に敗れたものの、準優勝で旧・日本リーグ2部昇格を果たす。創部1年11ヶ月で日本リーグ2部昇格は、日本協会における最速記録である。
1986年に2部昇格後2年9ヶ月という最速記録で1部昇格を決める。初昇格の1987年から1部に定着した。1992年にオールジャパンで準優勝したが、初出場決勝戦進出は49年ぶりであった。また、対野村證券戦のスコア（261-34）はギネスブックに記載されている。
不況の影響に加え、2部降格決定も重なり、1996年を最後に廃部した。

### クラブ化後
廃止された実業団チーム「アンフィニ東京ブロンコス」が、市民の根強い応援により、当時の広報で後のGMの成田俊彦の発案で、市民資本のクラブチームとして再スタートを切る。アンフィニ時代に加盟していた東京実業団連盟は、チーム始動時には既に登録申請を締め切られていた。だが埼玉実業団連盟の登録期限前だったのと、所沢でホームゲームを開催した経験もあって所沢を本拠地と定め、チーム名を「ME所沢ブロンコス」とした。MEは「マツダアンフィニ東京・ポート小手指店」の略で、企業名を冠した名目上の実業団である。
大会の規定で日本リーグから降格して関東実業団リーグ戦からの出直しとなったが、全日本実業団2連覇を果たし、住友金属・ジャパンエナジーの日本リーグからの撤退に伴い、1998-1999年度に日本リーグ2部に復帰。チーム名も「所沢ブロンコス」に改めた。その後リーグ戦の組織改正に伴って1999 - 2000年度から実質的な2部リーグとなる新・日本リーグに加盟することになった。その際、1999年限りで休部となった三井生命の森一誠、財前統誉士、稲野辺聡の選手3名を獲得したが、会社に籍を残したままだったため、当時の実業団連盟規定により出場選手登録を認められなかった。3選手とプロ契約を結べば認める旨を通達するも三井生命及び3選手は難色を示したため、このシーズンは3選手を欠いて臨まざるを得なかった。その後、連盟から実業団形態に戻すよう通達されるもブロンコスは引き下がらず、結果、日本リーグの選手登録規定も変更された。（もっとも、所沢ブロンコスの日本リーグ参入も特例で認められた節がある）
チームは2006年にさいたま市のさいたまスーパーアリーナなどで開催される予定の世界選手権大会の開催をきっかけに、2000年からこれまでの所沢市に加え、さいたま市もホームタウンに加えることになり、チーム名も「さいたまブロンコス」に変更された。新リーグになってからは前年度出場停止となった3選手の出場を認められたこともあって上位に参加するようになって、元熊谷組の三木力雄がヘッドに就任してからは2002-2003年度、そして2003-2004年度のシーズンに2連覇を達成した。MVPはそれぞれチャールズ・ジョンソンとアイザック・ソジャナー。
2004年8月に新潟アルビレックス（元・大和証券のバスケット部）とともにプロリーグ（後にリーグ名・bjリーグと決定）を結成する構想を明らかにした。これまでの企業重視の運営に疑問を感じたさいたまと新潟の2チームが中心となって、全国6都市を本拠とする地域密着型の新リーグを作ることを計画したものである。日本バスケットボール協会が日本リーグ機構からの脱退を認めていなかったが、2005年4月に脱退が認められた。（協会主導のプロリーグ計画は一歩後退したセミプロ形式の日本バスケットボールリーグとして2007年に発足された）

### bjリーグ

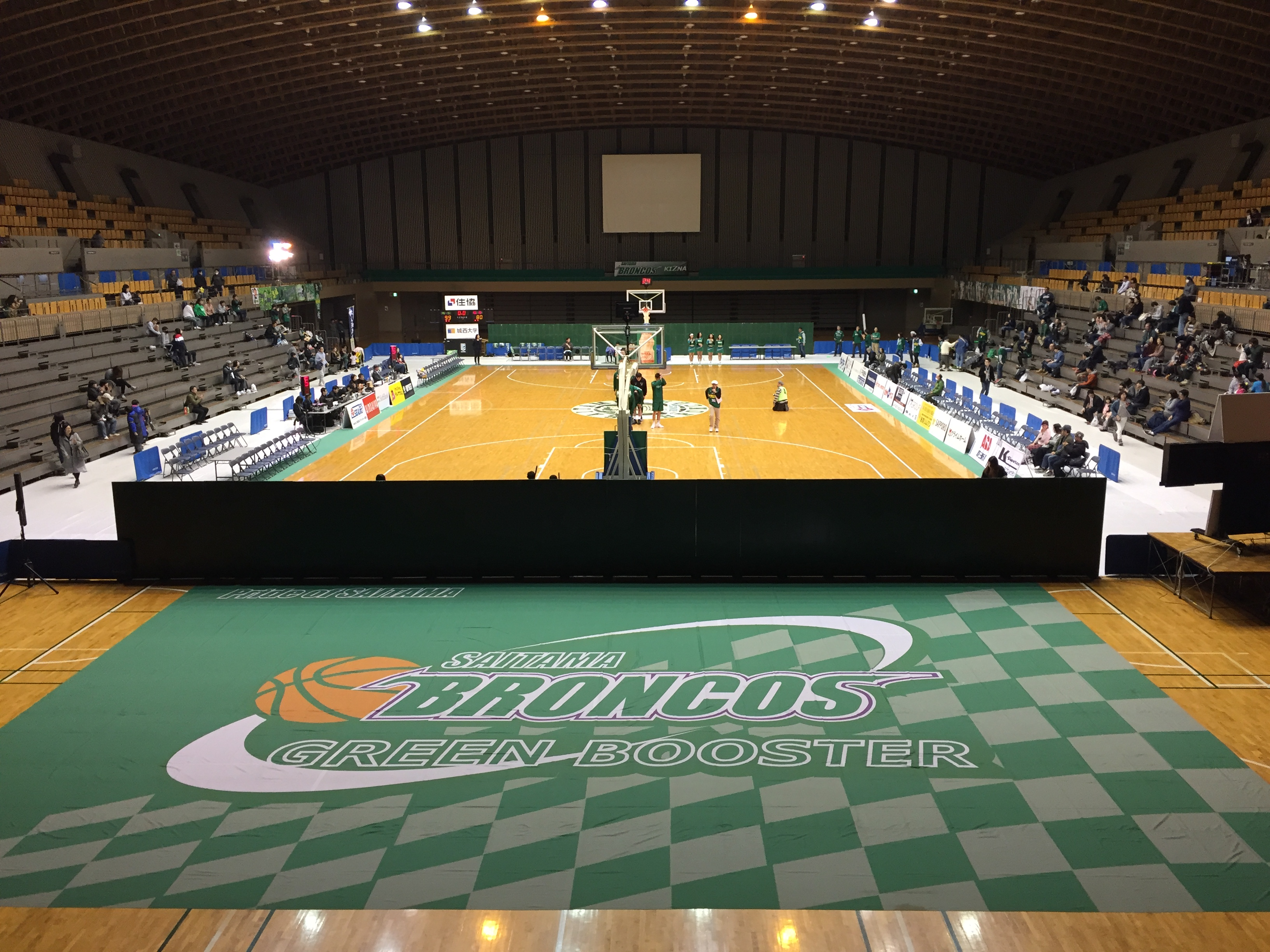
クラブ発足から2021年までホームとしていた所沢市民体育館。

#### 2005-06シーズン
2005年度のbjリーグ発足時にチーム名を埼玉ブロンコスに変更した。これは従前の所沢、さいたま両市を含む埼玉県全域にホームタウンを広げ、県民チームとしての定義を目指す意図があった。
シーズン前半に、大黒柱のデービッド・ベンワーを怪我で失うアクシデントに見舞われ、19連敗を喫するなど、不振に陥った。この19連敗は2011年12月に高松ファイブアローズが20連敗を喫するまでbjリーグのワースト連敗記録だった。アシスタントコーチとして残留したベンワーと入れ替わる形で監督のチャールズ・ジョンソンが選手としても出場、またシーズン途中でアメリカのABAよりマーカス・トニーエルを、福岡レッドファルコンズから地元出身の庄司和広を獲得したものの低迷は終わらず、勝率2割に満たない7勝33敗でリーグ全6チーム中最下位としてシーズンを終えた。ブースター（ファン）は、リーグにより「ベストブースター賞」を贈られた。

#### 2006-07シーズン
ヘッドコーチがジョンソンから山根謙二に交代。15勝25敗の成績でチームを前年度の最下位から脱出、シーズンを全8チーム中6位で終えた。山根は契約年数を1年残していたが、解任という形でチームを去った。

#### 2007-08シーズン
エクスパンションにより所属10チームに拡大したbjリーグに東・西の2カンファレンス制が導入され、埼玉はイースタンカンファレンス所属となった。前年度限りで現役引退したベンワーがヘッドコーチに就任。前シーズンからチーム力は確実に上がってきており、このシーズンでbjリーグ3連覇を達成した大阪エヴェッサ戦で連勝するなど、21勝23敗と過去最高の成績を収めた。この成績はプレーオフに進出する西地区3位のライジング福岡の成績を上回っていたが、混戦となった東地区で5チーム中4位となり、悲願のプレーオフ進出を逃した。

#### 2008-09シーズン
ヘッドコーチにはベンワーが残留。bjリーグ参入後のブロンコスにおいて、初めて2年連続で指揮を執るヘッドコーチとなる。ゴードン・ジェームスが高松ファイブアローズに移籍したのを皮切りに外国人を総入れ替え、ジェームズが移籍した高松からレジー・ウォーレンとスティーブ・ホーンを獲得、ドラフトではアーリーチャレンジ制度で前シーズン途中からプレイしていた北向由樹を指名し、新潟アルビレックスBBから寺下太基を獲得、育成指定選手2名と選手契約をするなど、新規選手の獲得に消極的だった例年とは違い積極的な補強を行った。
初のプレーオフ進出を目指すべく始動した2008-09シーズン、bjリーグ創設時のチームで唯一開幕戦未勝利だったブロンコスは富山グラウジーズに勝利すると、北向、庄司、清水ら日本人選手の活躍で破竹の勢いで開幕5連勝と波に乗り、プレーオフ進出の悲願が叶うかに見えた。しかし、新規参入の浜松・東三河フェニックスに連勝を止められると、そこからあっけなく5連敗、そして相性の悪い仙台89ERSや東京アパッチ相手に歯が立たないどころか、開幕戦で連勝した富山グラウジーズにも連敗を喫するなど歯車がかみ合わず、結局新潟アルビレックスBBとのプレイオフ進出圏内の東地区4位争いに敗れて5位となり、創設から4年連続でプレーオフ進出を逃す結果となった。

#### 2009-10シーズン
前シーズン終了後、ヘッドコーチのベンワーとアシスタントコーチの青野和人は契約満了に伴い退任した。後任は元富山グラウジーズの福島雅人が就任した。
選手の補強では、庄司和広や安藤毅などが退団したが、宍戸治一、波多野和也らが加入。外国人選手も前シーズンに続いて総入替をしてシーズン前にマリオ・ジョインターなど5名が入団。シーズン中にもカービー・レモンズを補強し、外国人選手は最終的に合計6名となる。
2009-10シーズンは開幕戦の仙台89ERS戦からいきなりの7連敗を喫するスタートとなったが、その直後に4連勝。2009年末までに8勝10敗まで盛り返してプレーオフ進出争いに加わる。しかし、2010年になってからは黒星が嵩み、2月13日の大阪エヴェッサ戦から6連敗。3月6日、怪我人が出て選手層の薄さに苦しむ高松ファイブアローズには連勝して連敗を止めたが、続く3月13日の大分ヒートデビルズ戦からは再び10連敗を喫し、プレーオフ進出が遠ざかる。終盤は、首位の浜松・東三河フェニックスにシーズン初勝利するなど幾分持ち直したが、結局シーズン中に6名もの外国人ロスターが在籍していたにもかかわらず、東地区最下位の富山グラウジーズと同勝率、得失点差で上回っただけの5位でシーズンを終え、またもプレーオフ進出を逃す結果となった。

#### 2010-11シーズン
福島雅人ヘッドコーチは1シーズンで退団し、新ヘッドコーチには前ハワイ大ヘッドコーチのボブ・ナッシュが就任。
米本聡が引退、チームのbjリーグ参入時より在籍していた清水太志郎もFA権を行使して宮崎シャイニングサンズに移籍。
bjリーグ開幕時の6チームで、開幕当初から在籍している選手が一人もいなくなったのは埼玉ブロンコスが初めてである（大阪エヴェッサも開幕当初から在籍している日本人選手は一人もいない）。外国人選手も再び総入替を敢行し、元NBA選手のケニー・サターフィールドやナッシュHCの子息のボビー・ナッシュらを獲得。開幕後に元高松・琉球のジョージ・リーチも補強。
開幕戦はホーム所沢で、現役日本代表石崎巧が加入し注目を集める島根スサノオマジックと対戦し、勝利を収める。しかし、その後はなかなか連勝ができず、5連敗を2度、4連敗を1度喫するなど負けが込み、東地区最下位に沈んでいたが、12月19日の大分戦で勝利すると次節の東京戦でシーズン初の連勝。以降も勢いは衰えず、年を跨いでbjリーグ参入後チーム新記録となる7連勝を達成し、東地区5位まで浮上して前半戦を終えた。
後半戦に入り、チームは新潟とプレーオフ進出圏内の4位を争った。しかし、直接対決で連敗してプレーオフ進出が遠のく。
3月11日、東日本大震災が発生。この震災の影響でチームは活動を休止し、シーズンを終えた。終了時点の順位は東地区7チーム中5位だった。チームが活動を休止した後、急遽設けられたリーグの選手救済制度により、寺下、北向、椎名、クライバー、リーチ、サターフィールドは活動を継続するチームにレンタル移籍している。波多野は退団。

#### 2011-12シーズン
ダラス・マーベリックスGMのドン・ネルソンの推薦によりディーン・マーレイが新ヘッドコーチに就任。元東京アパッチの得点王ジョン・ハンフリーらを補強した。開幕直前にフォワードのジェイミー・ミラーが故障したため、彼を欠いた状態でシーズン開幕を迎えた。
11月20日、マーレイHCに契約違反があったとして出場停止処分を下し、その日の富山グラウジーズ戦はナタリー・ナカセアシスタントコーチがHC代行として指揮を執り、勝利を飾った。ディーン・マーレイHCは復帰することなく24日に契約解除となり、新たにナタリー・ナカセACが昇格して、bjリーグ初の女性ヘッドコーチに就任した。
12月に入ると、センターのゲイブリエル・ヒューズが病気のため戦線離脱。フォワードのジョン・フラワーズも3日の滋賀レイクスターズ戦で負傷したため、この試合の途中から11日の信州ブレイブウォリアーズ戦までの4試合は身長2m以上の選手が一人も居ない状態での試合を余儀なくされた。10日の信州戦ではハンフリーがbjリーグ歴代2位タイの52得点（フリースローはリーグ新記録の24本成功）をマークする活躍を見せた。17日の新潟アルビレックスBB戦からはミラーが、翌日にはフラワーズが復帰したが、ヒューズは健康面を考慮して現役を引退。代わってナシード・ビアード（前JBL2・豊田通商）が加入したが、ビアードは約1ヶ月在籍しただけで契約満了となり、新たにジェームス・ポーターが加入。
女性ヘッドコーチの就任を含め、このシーズンはさいたまスーパーアリーナでオールスター開催など話題こそ集めたものの、レギュラーシーズンでは勝ちきれない試合が多く、高松戦以外で同一カード連勝はなく、東地区10チーム中で最下位という結果に終わった。

#### 2012-13シーズン
ナカセHCの契約満了に伴う退団で、トレイシー・ウィリアムズが新HCに就任。外国人選手は開幕直前にマイケル・ジョイナーが退団したため、ジョン・ハンフリー、アントワン・スコット、ランディ・オアーの3名で開幕を迎え、急遽獲得したデミオン・ベーカーは5戦目から合流。日本人では前富山グラウジーズの山城拓馬や前秋田ノーザンハピネッツの信平優希らが新加入。
開幕から黒星が先行した上に6戦目終了後にハンフリーがヘルニアで一時離脱、他の外国人も故障がちという苦しい台所事情の中、11月17日の富山戦はスターター5人にすべて日本人を起用して勝利した。11月末にスコットとオアーとの契約を解除してニカ・ウィリアムズと、12月20日にはウェイン・オリバーと契約。
主力の故障と外国人の入替をしている間に12連敗を喫し、さらに1勝を挟んで7連敗を喫して下位に低迷。2月中旬頃よりチーム状態が上向きになり、4連勝と3連勝を一度ずつ記録するなど勝ち星が増えたが前半戦の低迷が響き、プレイオフ争いをするまでには至らず東地区11チーム中10位でシーズンを終えた。得点王を獲得したハンフリーやMIPに選出された北向、リバウンド9位に入ったウィリアムズを中心にチーム得点数はリーグ1位で、2月以降だけで100得点以上を7試合で記録した。その反面失点数もリーグワースト1位で、シーズン全試合中100失点以上した試合は18試合におよんだ。チームの1試合最多得点記録および最多失点記録の両方がこのシーズンに更新された。

#### 2013-14シーズン
ウィリアムズHCが退任し、石橋貴俊が新HCに就任。マイケル・ジョイナー、アンワー・ファーガソン、セオ・リトル、板倉令奈、桝本純也、三澤貴弘、小野寺恵介、山崎稜を補強。11月にリトルとの契約を解除してマーク・ドーソンと入れ替えをした。
開幕2試合目のアウェイ群馬クレインサンダーズ戦でシーズン初勝利。さいたま市記念総合体育館で行われた5戦目の横浜ビー・コルセアーズ戦でホーム初白星、シーズン2勝目を上げたが、翌10月20日の横浜戦から2014年1月3日の琉球ゴールデンキングス戦までチームタイ記録の19連敗を喫して最下位に低迷。1月11日にホーム所沢で群馬に93-61で勝利して連敗を止めたものの、連勝が1度もないまま4月7日の信州ブレイブウォリアーズ戦の敗戦をもって6試合残しての東地区11チーム中最下位が確定した。勝率.096は西地区最下位の島根を下回りリーグ全体の最下位で、2007-08シーズンの富山（.159（44試合））を下回るイースタンカンファレンス最低記録で、全体でも2011-12シーズンの高松（.038）に次いで2番目に低い数字である。
ハンフリー個人は2シーズン連続で得点王を獲得したが、チームとしての得点力は前シーズンと打って変わって大幅に落ち込み、ディフェンスも前シーズンから改善されず失点数はリーグワーストクラスだった。

#### 2014-15シーズン
石橋HCが退任し、前富山HCの下地一明が就任。
前シーズン所属選手で継続契約した選手は佐々木（旧姓：信平）と桝本のみ。選手を大量に入れ替えて、大塚俊、八幡幸助、伊戸重樹、原毅人、永田晃司、杉山直也が新加入した。外国人はブライアン・オーモン、マルコ・チューキッチュと2名の大学卒新人ゲイリー・ジョンソンとジョン・イーケイ。
10月4日にシーズンが開幕したが、未勝利のまま黒星が続き、4試合終了後に帰国して引退していたイーケイに代わってエリ・スチュワートが加わった。11月第1週の試合（10試合目）終了後にはチューキッチュとの契約を解除。12月第2週の試合より、2シーズン前に在籍していたニカ・ウィリアムズが新たに合流したが、この週より下地HCが病気療養のためチームを離脱したため、山口尊久コンディショニングコーチがHC代行を務めることとなった。その後も開幕からの連敗は続き、年を跨いで1月3日までチーム記録を更新する23連敗を喫したが、1月4日の大分戦を101-87でシーズン初勝利して、連敗を脱出した。1月中旬より下地HCが復帰。1月25日の富山戦とオールスター後初戦の横浜戦でシーズン初の連勝を記録。その直後にオーモンとスチュワートが退団し、残るシーズンは外国人2名のみとなったが、4月18日の横浜戦までに6勝目を挙げ東京サンレーヴスを抜いて東地区12チーム中11位でシーズン終了。2年連続のリーグ全体最下位および勝率1割以下を逃れた。

#### 2015-16シーズン
下地HCが退任し、OBで前バンビシャス奈良HCの小野寺龍太郎が新HCに就任。前シーズンまでテクニカルアドバイザーだった元HCの三木力雄がアソシエイトコーチに就任した。選手陣容では前シーズンまでと同様に佐々木を除いて主力選手が多数退団し、亀﨑光博、栗原祐太、庄司優也、問雅臣、エヴァン・ハリスらが新加入。開幕後も外国人選手の入れ替えを何度も行い、途中加入したセス・ターバーがポイントリーダーとなっている。シーズン後半にエドワード・モリスや新人賞を受賞した上田雅也が加わった。
シーズンは開幕戦から7連敗した後、8戦目（10月25日）の東京戦で大勝してシーズン初勝利。12月、新規参入チーム・広島ライトニング相手にシーズン初の連勝を記録。プレイオフ争いに絡むことはできず、最下位の東京と並ぶシーズン5勝だったが得失点差で東京を上回ったため最下位は免れ、イースタン12チーム中11位でシーズンを終えた。

### B3リーグ

#### 2016-17シーズン
bjリーグとNBLが統合して発足する「B.LEAGUE」の下部リーグである「B3リーグ」に所属する。コリアー・セントクレアが新ヘッドコーチに就任。総合勝点で9チーム中6位だった。

#### 2017-18シーズン
セントクレアHCの2期目。9チーム中4位。bjリーグに参入した2005-06シーズン以降では初めて勝率.500を上回った（20勝12敗、勝率.625）。

#### 2018-19シーズン
セントクレアHCの3期目。レギュラーシーズン最終節をもってセントクレアとの契約を解除。ファイナルステージより、元東京サンレーヴス・鹿児島レブナイズ、岐阜スゥープスHCの楠本和生がHCに就任。総合勝点で全10チーム中4位だった。
2019年4月9日、B.LEAGUE理事会において、2019-20シーズンにおけるB2クラブライセンスが交付された。

#### 2019-20シーズン
楠本HCと継続して契約したが、7月24日に楠本側の事情により契約解除。後任にトーマス・ロイヤカスが就任したが8月21日にロイヤカス側の都合により退任。8月22日にリー・タオ・デイナのHC就任が発表された。しかし、第2節まで指揮をとるものの第3節移動直前の10月3日に本人と連絡が取れなくなる事態となり、10月20日にジョン・サンテイトンのHC就任が発表された。シーズンは新型コロナウイルス感染症の流行により途中打ち切りとなった。最終成績は19勝20敗で全12チーム中7位。

#### 2020-21シーズン
2020年3月、池田純がチームのオーナーに就任。2020年7月1日、チーム名を『埼玉ブロンコス』から15年ぶりに『さいたまブロンコス』へ変更。ホームタウンはさいたま市と所沢市のダブルホームタウン、チームカラーはグリーンからサベージレッドに変更となり、ロゴも刷新した。
2021年2月16日、東京に本社を構えるラジオ専業局の「文化放送」と資本業務提携が決定した。
前年度の所属選手からは吉川治耀、田中良拓、山口力也、モーガン・ヒカル・エイケン、宇野善昭が契約を継続。しかし、山口はその後11月13日に契約を解除。
新規外国籍選手としてウィル・クリークモア、ブランダン・ストリップリン、日本人選手は仙台から泉秀岳、群馬から新川敬大、岩手から中野広大、筑波大学時代の大怪我でリハビリを続けていた波多智也らを獲得。泉は選手兼任としてアシスタントコーチも務める。
2021年2月19日に大東文化大学の野原暉央と特別指定選手契約、3月5日に練習生だった福井航介（前岡山）と選手契約。
「新生ブロンコス初年度」と位置づけたシーズンだったが、シーズン初勝利となった3月20日の八王子戦まで開幕16連敗を喫した。
その後も勝ち星が遠い試合が続き、中野広大が3ポイント成功率でシーズン2位に入る活躍を見せるも、最終成績は5勝35敗で11チーム中最下位。
当初、このシーズンは全試合を無料での開催を予定していたが、リーグから他チームへの影響などを考慮し実施を慎むよう通達を受け、有料開催に切り替えている。
しかし、翌シーズン同じB3リーグ新規参入のアルティーリ千葉がスポンサーの協力によりほぼ全試合の無料開催を行っている。

#### 2021-22シーズン
2021年6月、経営の健全化達成を理由に代表取締役の一人だった池田純が退任。その後さいたまスポーツコミッションの会長も退任した。
HCには泉秀岳が専任で就任した。
前年度所属の吉川、新川、中野、波多、野原、クリークモアと契約を継続、新外国籍として初来日のライアン・ワトキンス、青森や東京Zでプレー経験があるモガ・ラドが加入。日本人選手は金沢から長島蓮、群馬から佐藤文哉、地域リーグ所属ランポーレ三重から山形、愛媛等でプレー経験がある岡本将大を獲得。
10月1日の開幕、品川戦では昨シーズン１度もなかった100点ゲームでの勝利（104-73）を達成。開幕10戦で6勝4敗と昨シーズンの勝利数を早々に上回る。
だが、10月24日の岐阜戦でラドが右アキレス腱断裂の負傷、11月12日に契約を解除するアクシデントに見舞われる。その前後、11月2日に練習生としてチームに参加していた前三遠、金沢の下山貴裕と契約、ラドに変わる外国籍として11月18日に前豊田合成のブライアン・ヴォールケルを獲得した。また、2022年3月15日には白鷗大学のブラ・ブサナ・グロリダを特別指定選手契約にて獲得。
2022年1月15日の山口戦から1月29日の静岡戦まで5連勝を達成、その連勝中の1月22日品川戦では122得点のチームタイ記録をマークするなど、最終成績は前年を大きく上回る27勝17敗で終わり、4シーズンぶりにシーズン勝ち越しを達成して15チーム中7位の成績だった。
2022年3月9日、IT/AI/IoT/DX・新規事業開発・ファイナンスを主とするIT関連企業のスカラの子会社・スポーツストーリーズがクラブを子会社化する事が発表された。これによりスカラは子会社を通じて、スポーツビジネスDXに参入することになった。

#### 2022-23シーズン
前シーズンから引き続き泉HCが指揮を執る。
前年度所属選手はクリークモア、ワトキンスの両外国籍、野原、佐藤、波多が継続契約となったが、新川（静岡）、長島（熊本）、グロリダ（東京U）、中野（湘南U）、吉川（山口）と移籍が相次いだ。また、2017-18シーズンから在籍していた吉川の移籍により、2019年以前の体制からブロンコスに在籍していた選手がいなくなった。
その一方、熊本から加藤嵩都、A千葉から秋山熙と野口龍太郎、福岡から丹野合気、山形から五十嵐貴志と川邉亮平を獲得、外国籍選手として初来日となるグラント・シットンと契約。新チームは外国籍とブロンコスがデビューチームとなる野原と波多を除く全員がB2以上に在籍歴があるかB3からの昇格を経験している陣容となった。
昨シーズンと選手が大きく入れ替わったチームは佐藤、シットン、丹野を筆頭にほぼ全員がスリーポイントシュートを決める攻撃的な布陣となり、第6節の岩手戦まで連敗なし、その次節の八王子戦から第12節の三重戦までチーム記録となる12連勝を達成。その後も好調を持続し2023年2月12日に16チーム中8位以上が確定、今シーズンより導入される昇格プレーオフの出場権を獲得する。
また、2022年12月にクリークモアの帰化が認められ、登録区分を2023年1月6日に帰化申請選手、1月27日に帰化選手へと変更。それに伴い、新外国籍として1月20日に初来日となるマキシー・エショとの契約を発表した。
シーズン中盤まで長期離脱者がいないシーズンであったが、2月25日の鹿児島戦にて秋山が右前十字靭帯断裂の大怪我を負ってしまう。
チームは補強に動き、新PGとして3月3日にA千葉の練習生だった山崎玲緒を獲得。その後3月9日に秋山をインジュアリーリストに登録した上で3月10日に昨シーズン所属していた岡本将大と再契約。さらに、3月13日に白鴎大学のミサカボ・パカ・ベニをアマチュア契約で獲得。
2020年以降の体制で初めて選手契約枠を使い切って終盤を迎えたが、前述の岩手戦以降一度も連敗をすることなく順位を上げ、3月25日にプレーオフ準々決勝がホーム開催となる4位以上、4月8日には準決勝までホームで開催できる2位を確定してリーグ戦を終えた。
レギュラーシーズン2位、43勝（9敗）、勝率.827はいずれもプロ化以降のチーム史上最高記録。個人ではワトキンスが平均12.23でリバウンドのタイトル、リーグ年間ベスト5を獲得。また、4月8日の山口戦では31リバウンドを獲得してリーグ記録も更新した。
昇格プレーオフは準々決勝のトライフープ岡山戦を80-73、98-91の連勝で準決勝に進出するが、準決勝のベルテックス静岡戦は73-77、82-70、81-96の1勝2敗で敗退となりB2昇格はならなかった。その後開催された3位決定戦の横浜エクセレンス戦も96-90、78-91、90-104で敗れ最終成績4位のシーズンとなった。

#### 2023-24シーズン
泉HCが複数年にて契約を更新。また、アシスタントコーチとしてアイシンアレイオンズや八王子ビートレインズでHCを歴任した廣瀬慶介を招聘。
選手は岡本、波多（豊田合成へ移籍）、野原（しながわシティへ移籍）、丹野（鹿児島へ移籍）、シットン（横浜EXへ移籍）を自由契約とし、加藤が福島へ移籍となったが、その他の前年度在籍選手とは契約を更新。（ミサカボはプロ契約での契約更新）
新戦力として鹿児島から濱田貴流馬、福島から髙橋祐二の両PGを獲得、新外国籍としてルクセンブルクLBBLリーグ、ラロシェットに所属していたジェイミソン・オヴァートンとの契約を発表した。
開幕節の岡山戦から3連勝、第3節では優勝候補と目されていた福井に土をつけたが、その後はアウェイ戦を連勝で終われない節が目立ち、一時はプレーオフ圏外に順位を落とした。
チームは10月27日にオヴァートンとの契約を解除。その後、11月2日に前横浜エクセレンスのジョーダン・フェイゾンとの契約を発表した。

11月3日に前シーズンの負傷で戦列を離れていた秋山が復帰をするも、11月1日にクリークモアが左足の負傷でインジュアリーリストに登録（12月2日に復帰）、12月15日に佐藤が手の負傷で2月11日まで戦列を離脱。他にもコンディション不良や試合中のアクシデントで欠場を余儀なくされる選手が続出し、前シーズンとうって変わり負傷者に悩まされるシーズンとなった。
しかしながら、12月（12月3日の徳島戦から12月23日の東京U戦）と2月から3月（2月17日の八王子戦から3月3日の三重戦まで）に2度の6連勝を達成して順位を押し上げ、3月23日に8位以上が確定しプレーオフの出場権を獲得。さらに3月30日に4位以上も確定して、プレーオフのホーム開催も確定させた。
ホーム戦勝率0.769（20勝6敗）に対してアウェイ戦は勝率0.538（14勝12敗）と最後まで苦戦したことが響き、レギュラーシーズンは勝率0.654（34勝18敗）で福井、香川、鹿児島に次ぐ4位で終了した。
2年連続のホーム開催となった昇格プレーオフであったが、クォーターファイナルで徳島に75-78、85-100と連敗で敗退。最終順位5位で終わったシーズンとなった。

#### 2024-25シーズン
HCは泉との複数年契約を更新。4シーズン目の指揮を取る。
チームは廣瀬ACとの契約を終了、秋山、佐藤、川邉以外の選手10人を自由契約とするが、その後ミサカボ、ワトキンス、さらに故障のためシーズン途中で移籍先の横浜EXを退団していたシットンとの再契約を発表。
新戦力としては前静岡の吉田健太郎、前福井の志冨田温大、前香川の松井啓十郎を獲得、外国籍として2018シーズンにアルバルク東京に在籍していたミルコ・ビエリッツア、アジア特別枠としてマレーシアバスケットボールリーグやタイ代表でプレー歴があるモーゼス・モーガンとの契約を発表し、選手11人にてのロスター完成を宣言した。
新スタッフは仙台でAC、群馬でU15HCを歴任した佐藤勇を新AC、スカウティングコーチとして高坂晴耶が加入した。
2024年8月23日に不動産業、農業等の事業を営む株式会社エーシークリエイトがスポーツストーリーズより株式譲渡を受け、スカラグループに代わる新たなオーナー企業となることが発表されたが、スポーツストーリーズも引き続き株式を所有し、代表者などチームの経営体制変更がないことも同時に発表されている。
開幕節の新潟戦、次節の香川戦とシーズン前に下馬評の高かったチームに1勝づつを挙げるスタートとなったが、チーム内の連携に苦しむ場面が目立ち、開幕から第10節の岐阜戦までカード連勝ができず浮上のきっかけを待つ前半戦となった。
シーズン中の補強としては11月1日に練習生としてチームに参加していた法政大学卒の今池翔大と選手契約、翌年1月17日に青山学院大学に在学中の広瀬翔⼀をアマチュア枠として獲得した。
その後、12月の8試合（12月7日の金沢戦から28日の三重戦まで）を全勝して一時はプレーオフ圏内の7位に浮上するも、年明け前後よりPG陣を中心に故障、コンディション不良者が多くメンバーが揃わない試合が続いた上、3月27日には年明けより故障のためベンチを離れていたシットンが治療のため帰国。昨シーズンまでの強みであった攻撃力が大幅に低下してしまう後半戦となり、4月6日岡山戦の敗戦をもってプレーオフ進出の可能性が消滅。最終的には12位でシーズンを終え導入3年目で初めてプレーオフ進出を逃す結果となった。

## 成績

### 過去のリーグ戦

#### 日本リーグ
| 年度 | リーグ     | ディビジョン | 回 | レギュラーシーズン | レギュラーシーズン | レギュラーシーズン | セミファイナル | セミファイナル | ファイナル | ファイナル | 最終結果 |
| 年度 | リーグ     | ディビジョン | 回 | 勝                 | 敗                 | 順位               | 勝             | 敗             | 勝         | 敗         | 最終結果 |
| ---- | ---------- | ------------ | -- | ------------------ | ------------------ | ------------------ | -------------- | -------------- | ---------- | ---------- | -------- |
| 1996 | 関東実業団 | 1部          |    |                    |                    |                    |                |                |            |            |          |
| 1997 | 日本リーグ | 2部          | 31 |                    |                    |                    |                |                |            |            | 6位      |
| 1998 | 日本リーグ | 2部          | 32 |                    |                    |                    |                |                |            |            | 3位      |
| 1999 | 日本リーグ | 2部          | 33 |                    |                    |                    |                |                |            |            | 3位      |
| 2000 | 日本リーグ | 2部          | 34 |                    |                    |                    |                |                |            |            | 3位      |
| 2001 | 日本リーグ | 日本リーグ   | 35 |                    |                    |                    |                |                |            |            | 3位      |
| 2002 | 日本リーグ | 日本リーグ   | 36 |                    |                    |                    |                |                |            |            | 優勝     |
| 2003 | 日本リーグ | 日本リーグ   | 37 |                    |                    |                    |                |                |            |            | 優勝     |
| 2004 | 日本リーグ | 日本リーグ   | 38 |                    |                    |                    |                |                |            |            | 準優勝   |

#### bjリーグ
| 年度    | レギュラーシーズン | レギュラーシーズン | レギュラーシーズン | レギュラーシーズン | レギュラーシーズン | レギュラーシーズン | レギュラーシーズン | レギュラーシーズン | 最終結果 | HC                                   | 備考                               |
| 年度    | 勝                 | 敗                 | 勝率               | ゲーム差           | 得点               | 失点               | 得失点差           | 順位               | 最終結果 | HC                                   | 備考                               |
| ------- | ------------------ | ------------------ | ------------------ | ------------------ | ------------------ | ------------------ | ------------------ | ------------------ | -------- | ------------------------------------ | ---------------------------------- |
| 2005-06 | 7                  | 33                 | .175               | 24.0(11.0)         | 71.5               | 81.0               | -9.5               | 6位                | 6位      | チャールズ・ジョンソン               | bjリーグ初年度                     |
| 2006-07 | 15                 | 25                 | .375               | 14.0(7.0)          | 81.4               | 82.9               | -1.5               | 6位                | 6位      | 山根謙二                             |                                    |
| 2007-08 | 21                 | 23                 | .477               | 8.0(5.0)           | 78.9               | 76.4               | +2.5               | 東4位              | 7位      | デービッド・ベンワー                 |                                    |
| 2008-09 | 19                 | 33                 | .365               | 17.0(5.0)          | 76.9               | 79.6               | -2.7               | 東5位              | 9位      | デービッド・ベンワー                 |                                    |
| 2009-10 | 17                 | 35                 | .327               | 24.0(5.0)          | 75.5               | 81.6               | -6.1               | 東5位              | 11位     | 福島雅人                             |                                    |
| 2010-11 | 14                 | 24                 | .368               | -                  | 79.3               | 82.7               | -3.4               | -                  | ---      | ボブ・ナッシュ                       | 活動休止前時点を最終成績としている |
| 2011-12 | 16                 | 36                 | .308               | 21.0(9.0)          | 79.1               | 85.3               | -6.2               | 東10位             | 18位     | ディーン・マーレイ →ナタリー・ナカセ |                                    |
| 2012-13 | 15                 | 37                 | .288               | 21.0(11.0)         | 85.7               | 94.4               | -8.7               | 東10位             | 19位     | トレイシー・ウィリアムズ             |                                    |
| 2013-14 | 5                  | 47                 | .096               | 37.0(22.0)         | 73.3               | 85.0               | -11.7              | 東11位             | 21位     | 石橋貴俊                             |                                    |
| 2014-15 | 6                  | 46                 | .115               | 35.0(13.0)         | 74.1               | 91.4               | -17.3              | 東11位             | 21位     | 下地一明                             |                                    |
| 2015-16 | 5                  | 47                 | .096               | 34.0(18.0)         | 69.3               | 85.3               | -16.0              | 東11位             | 22位     | 小野寺龍太郎                         |                                    |
| 計      | 140                | 386                | .266               |                    |                    |                    |                    |                    |          |                                      |                                    |

ゲーム差は()外は1位、()内はプレイオフ圏との差をそれぞれ表している。

### 獲得タイトル
- 実業団大会
  - 優勝2回（1997・1998）
- 日本リーグ
  - 優勝2回（2002-03・2003-04）

### 個人別タイトル
MVP
- 日本リーグ2002-03 チャールズ・ジョンソン
- 日本リーグ2003-04 アイザック・ソジャナー

新人賞
- bjリーグ2015-16 上田雅也

コーチ・オブ・ザ・イヤー
- 日本リーグ2002-03 三木力雄

ベスト5
- 日本リーグ2002-03
  - PF チャールズ・ジョンソン
  - C コーリー・ルイス
- 日本リーグ2003-04
  - SF 安藤毅
  - PF アイザック・ソジャナー
  - C カービー・レモンズ
- 日本リーグ2004-05
  - SF 倉澤健二
  - C カービー・レモンズ
- B3リーグ2022-23
  - C ライアン・ワトキンス

得点
- 日本リーグ2002-03 コーリー・ルイス
- 日本リーグ2003-04 カービー・レモンズ
- 日本リーグ2004-05 カービー・レモンズ
- bjリーグ2012-13 ジョン・ハンフリー
- bjリーグ2013-14 ジョン・ハンフリー

アシスト
- 日本リーグ2001-02 チャールズ・ジョンソン
- 日本リーグ2002-03 チャールズ・ジョンソン
- bjリーグ2011-12 ケニー・サターフィールド

リバウンド
- 日本リーグ2002-03 コーリー・ルイス
- 日本リーグ2003-04 カービー・レモンズ
- 日本リーグ2004-05 ジェローン・ドッド
- bjリーグ2006-07 ゴードン・ジェームス
- bjリーグ2007-08 ゴードン・ジェームス
- B3リーグ2022-23 ライアン・ワトキンス

ブロックショット
- 日本リーグ2002-03 コーリー・ルイス
- 日本リーグ2003-04 アイザック・ソジャナー

スティール
- 日本リーグ2001-02 チャールズ・ジョンソン
- 日本リーグ2002-03 チャールズ・ジョンソン
- 日本リーグ2004-05 カービー・レモンズ
- bjリーグ2013-14 ジョン・ハンフリー

フィールドゴール成功率
- 日本リーグ2002-03 コーリー・ルイス

スリーポイント成功率
- bjリーグ2006-07 庄司和広

フリースロー成功率
ダンクシュート
- 日本リーグ2002-03 コーリー・ルイス

### その他受賞
- bjリーグ2005-06 ベストブースター賞
- bjリーグ2007-08 ベストパフォーマー賞

### リーグ戦の主な記録

#### 個人記録
1試合最多得点　ジョン・ハンフリー　52得点（bjリーグ：2011年12月10日、信州戦）
　　　　　　　   ウィル・クリークモア　 41得点（B3リーグ：2022年4月30日、山口戦）
1試合最多リバウンド　デービッド・ベンワー　25本（bjリーグ：2005年11月27日、仙台戦）
　　　　　　　　　　  ライアン・ワトキンス　31本（B3リーグ：2023年4月8日、山口戦）
1試合最多アシスト　ケニー・サターフィールド　13本（bjリーグ：2010年11月6日、東京戦）
　　　　　　　　　  ブライアン・ヴォールケル　17本（B3リーグ：2021年12月11日、岡山戦）

#### チーム記録

##### 得点失点関連記録
最多得点・最多失点
1試合最多得点　122得点（bjリーグ：2013年4月14日、東京戦、B3リーグ：2022年1月23日品川戦）
1試合最多失点　124失点（bjリーグ：2013年4月27日、横浜戦）　
　　　　　　　   118失点（B3リーグ：2021年3月6日、豊田合成戦）

##### 連勝記録
最多連勝　7連勝（bjリーグ：2010年12月19日大分戦から2011年1月16日大阪戦まで）　
　　　　　12連勝（B3リーグ：2022年11月18日八王子戦から12月25日三重戦まで）
最多連敗　23連敗（bjリーグ：2014年10月4日東京戦から2015年1月3日大分戦まで）　
　　　　    16連敗（B3リーグ：2021年1月16日金沢戦から3月14日岐阜戦まで）

#### 観客動員記録
| 部         | 年度    | 試合数 | 合計     | 平均    | 最大    | 最小    | 試合会場 | 備考           |
| 日本リーグ | 2000-01 | ---    | ---人    | ---人   | ---人   | ---人   | ---      | ---            |
| 日本リーグ | 2001-02 | ---    | ---人    | ---人   | ---人   | ---人   | ---      | ---            |
| 日本リーグ | 2002-03 | ---    | ---人    | ---人   | ---人   | ---人   | ---      | ---            |
| 日本リーグ | 2003-04 | ---    | ---人    | ---人   | ---人   | ---人   | ---      | ---            |
| 日本リーグ | 2004-05 | ---    | ---人    | ---人   | ---人   | ---人   | ---      | 日本リーグ脱退 |
| bjリーグ   | 2005-06 | 20     | 27,620人 | 1,381人 | 2,027人 | 640人   | ---      | bjリーグ開幕   |
| bjリーグ   | 2006-07 | 20     | 41,681人 | 2,013人 | 3,683人 | 1,022人 | ---      | ---            |
| bjリーグ   | 2007-08 | 20     | ---人    | ---人   | ---人   | ---人   | ---      | ---            |

会場別観客動員記録
| 年度    | 自治体     | アリーナ         | 座席数   | ホームゲーム観客数 | ホームゲーム観客数 | ホームゲーム観客数 | ホームゲーム観客数 | ホームゲーム観客数 | ホームゲーム観客数 |
| 年度    | 自治体     | アリーナ         | 座席数   | 試合数             | 合計               | 平均               | 最大               | 最小               |                    |
| 2005-06 | 所沢市     | 市民体育館       | 約4300席 | 11                 | 人                 | 1563人             | 2627人             | 1003人             |                    |
| 2005-06 | 春日部市   | ウイングハット   | 3584席   | 4                  | 人                 | 882人              | 1528人             | 640人              |                    |
| 2005-06 | さいたま市 | 市総合体育館     | 2954席   | 4                  | 人                 | 1290人             | 2038人             | 704人              |                    |
| 2005-06 | 秩父市     | 市文化体育C      | 席       | 1                  | 人                 | 1751人             |                    |                    |                    |
| 2005-06 | ホーム計   | ホーム計         | ホーム計 | 20                 | 27620人            | 1381人             | 2027人             | 640人              |                    |
| 2006-07 | 所沢市     | 市民体育館       | 約4300席 | 14                 | 29839人            | 2131人             | 3683人             | 1318人             |                    |
| 2006-07 | 春日部市   | ウイングハット   | 3584席   | 2                  | 4418人             | 2209人             | 2316人             | 2102人             |                    |
| 2006-07 | さいたま市 | 市総合体育館     | 2954席   | 2                  | 5188人             | 2594人             | 2831人             | 2357人             |                    |
| 2006-07 | 秩父市     | 市文化体育C      | 席       | 2                  | 2236人             | 1118人             | 1214人             | 1022人             |                    |
| 2006-07 | ホーム計   | ホーム計         | ホーム計 | 20                 | 41681人            | 2013人             | 3683人             | 1022人             |                    |
| 2007-08 | 所沢市     | 市民体育館       | 約4300席 | 15                 | ----人             | ----人             | ----人             | ----人             |                    |
| 2007-08 | 春日部市   | ウイングハット   | 3584席   | 1                  | ----人             | ----人             | ----人             | ----人             |                    |
| 2007-08 | さいたま市 | 市総合体育館     | 2954席   | 4                  | ----人             | ----人             | ----人             | ----人             |                    |
| 2007-08 | 秩父市     | 市文化体育C      | 席       | 1                  | ----人             | ----人             | ----人             | ----人             |                    |
| 2007-08 | 行田市     | グリーンアリーナ | 席       | 1                  | ----人             | ----人             | ----人             | ----人             |                    |
| 2007-08 | ホーム計   | ホーム計         | ホーム計 | 22                 | ----人             | ----人             | ----人             | ----人             |                    |

## 選手とスタッフ

### 現行ロースター
| 記号説明 |                           |  |                           |
|          | チームキャプテン          |  | (C) オフコートキャプテン  |
|          | 故障者                    |  | (+) シーズン途中契約      |
|          | (S) 出場停止              |  | (帰) 帰化選手             |
|          | (ア) アジア特別枠選手     |  | (申) 帰化申請中選手（B3） |
|          | (特) 特別指定選手         |  | (留) 留学実績選手（B3）   |
|          | (育) ユース育成特別枠選手 |  | (U) U22枠選手             |

公式サイト
| - ロースター - スタッツ - 故障者リスト | - 選手契約登録規程 B1.B2 / B3 - FA選手リスト |

## 下部組織
2003年から2007年まで「ブロンコスクラブ」が二軍チームと活動していた。2007年、東京クラブ連盟に移り、チーム名も「RBC東京」に改められた。トライアウトなども開催し、東京No.1 そして日本でも有数のクラブチームを目指している。三木力雄が監督を務め、かつては元ブロンコスの江黒大樹、安藤毅や青野和人もアシスタントコーチ時代に選手登録されていた。
2021年4月にU15ユースチームが設立された。

## メディア

### テレビ
- J:COM所沢「ブロンコスBEAT!!!」